# Lokomotiv MLJ 1 Limhamn
MLJ 1 Limhamn är ett svenskt normalspårigt ånglokomotiv, som tillverkades av Nydqvist & Holm i Trollhättan 1888 för Malmö-Limhamns Järnväg och som har restaurerats till körbart skick av Veteranjärnvägen Klippan–Ljungbyhed.
MLJ 1 är ett litet tanklok med en tjänstevikt, 6,2 meter lång och med en tjänstevikt  på 15,2 ton. Drivningen skedde enbart på en axel och hade en högsta hastighet på 40 km/timme. Det var Malmö–Limhamns Järnvägs enda lok, när trafiken påbörjades 1889 och drog då ett tåg med en stor grå boggievagn med ståplatser och en liten resgodsvagn, tillverkade av Kockums.
MLJ 1 var järnvägens första lok och användes fram till 1905, då det användes som byteslikvid vid inköp av ett större lok från Ljungmans verkstäder i Kristianstad. Det nya loket övertog beteckningen MLJ 1. Det såldes 1954 till Hellekis cementfabrik, där det gick i trafik till 1966.
Det ursprungliga MLJ 1 ägdes 1906–1909 av Nybro–Sävsjöströms Järnväg och hade då beteckningen NSJ 3. Det övertogs därefter av Kalmar Järnväg, som hade det i drift som KJ 13 till 1915, då det såldes för skrotning till Bröderna Edstrand. Denna firma sålde loket 1917 till AB Vakö Torvpulverfabrik norr om Hökön i Osby kommun, som döpte loket till Vakö och ägde det som industrilok vid utvinningen av torv till 1952, dock avställt 1930–1932 och från 1949. Det skänktes 1963 till Järnvägsmuseum i Gävle av skrotfirman AB Gotthard Nilsson och deponerades 1966 till Malmö tekniska museum, som ställde upp det utanför museet. 
Loket har i slutet av 1900-talet grundligt restaurerats av Veteranjärnvägen Klippan–Ljungbyhed till körbart skick och finns sedan 2007 i dess ägo i Klippan tillsammans med boggievagnen och godsfinkan från Malmö-Limhams Järnvägs första tågsätt.